# Nidhal Saïed
Pour les articles homonymes, voir Saïed.
Nidhal Saïed, né le 15 janvier 1991 à Monastir, est un footballeur international tunisien. Il évolue au poste de milieu défensif.

## Biographie
Il reçoit sa première sélection en équipe de Tunisie le 7 juin 2014, en amical contre la Belgique (défaite 1-0).

## Carrière
- 2009-juillet 2014 : Union sportive monastirienne (Tunisie)
- juillet 2014-février 2017 : Étoile sportive du Sahel (Tunisie)
  - juillet 2016-février 2017 : Avenir sportif de Gabès (Tunisie), prêt
- février-juillet 2017 : FC Spartak Trnava (Slovaquie)
- juillet 2017-juillet 2018 : Avenir sportif de Gabès (Tunisie)
- juillet 2018-juillet 2019 : Al-Washm (en) (Arabie saoudite)
- juillet 2019-janvier 2020 : Croissant sportif chebbien (Tunisie)
- janvier-octobre 2020 : Union sportive de Ben Guerdane (Tunisie)
- depuis octobre 2020 : Arbil SC (Irak)

## Palmarès
- Champion de Tunisie en 2016 avec l'Étoile sportive du Sahel
- Vainqueur de la coupe de Tunisie en 2015 avec l'Étoile sportive du Sahel
- Vainqueur de la coupe de la confédération en 2015 avec l'Étoile sportive du Sahel